# Enzelhausen
Enzelhausen ist ein Gemeindeteil der Gemeinde Rudelzhausen im Landkreis Freising (Oberbayern). 

## Geographie
Das Kirchdorf liegt in der Hallertau, dem wichtigsten Hopfenanbaugebiet Deutschlands, und zählt 1356 Einwohner.

## Geschichte
Der Name Enzelhausen taucht erstmals 759 mit der Bezeichnung Enilhusir auf. Der Ort gehörte zum Rentamt Landshut und zum Landgericht Moosburg des Herzogtums und späteren Kurfürstentums Bayern. Die von 1465 bis zum Anfang des 19. Jahrhunderts bestehende Obmannschaft Enzelhausen des Amtes Nandlstadt im Landgericht Moosburg umfasste die Orte Enzelhausen, Larsbach und Iglsdorf.
Im Zuge der Verwaltungsreformen in Bayern entstand mit dem Gemeindeedikt von 1818 die Gemeinde Enzelhausen, zu der auch der Ortsteil Rudelzhausen gehörte. Am 1. Juli 1972 wurden die bis dahin selbstständigen Gemeinde Grünberg und Teile der Gemeinde Berg nach Enzelhausen eingegliedert. Enzelhausen, Tegernbach und Teile der aufgelösten Gemeinde Grafendorf wurden schließlich am 1. Mai 1978 zur neuen Gemeinde Rudelzhausen zusammengefasst.

## Schimmelkapelle
Die erstmals 1590 erwähnte Kapelle St. Stephan in Enzelhausen ist als Schimmelkapelle bekannt: 
Ein Schimmel soll angeblich in ihrem Inneren verhungert und noch gelegentlich zu hören sein. Einer Sage nach hätten Viehdiebe das Pferd dort versteckt. Weil sie gefasst wurden, verblieb der Schimmel in der Kapelle und verhungerte. Eine andere Variante berichtet, dass ein hungriger Schimmel der Grasspur folgte, den die Fronleichnamsprozession hinterlassen hatte – so geriet er in die offene Kirche. Als der Messner die Kirche abschloss, bemerkte er das Tier nicht.

## Wirtschaft und Infrastruktur
Der typische ländliche Charakter zeigt sich vor allem durch die zahlreichen umliegenden Hopfengärten im tertiären Hügelland.
Bis zu deren Einstellung hatte Enzelhausen einen Bahnhof an der Hallertauer Lokalbahn. Hier trafen die Strecken Wolnzach–Mainburg und Langenbach–Enzelhausen aufeinander. Das Bahnhofsgelände mit den noch vorhandenen Gleisanlagen befindet sich in Privatbesitz und wird als Schrottplatz verwendet. Daneben finden sich auf dem Gelände mehrere alte Bahnfahrzeuge.

## Weblinks

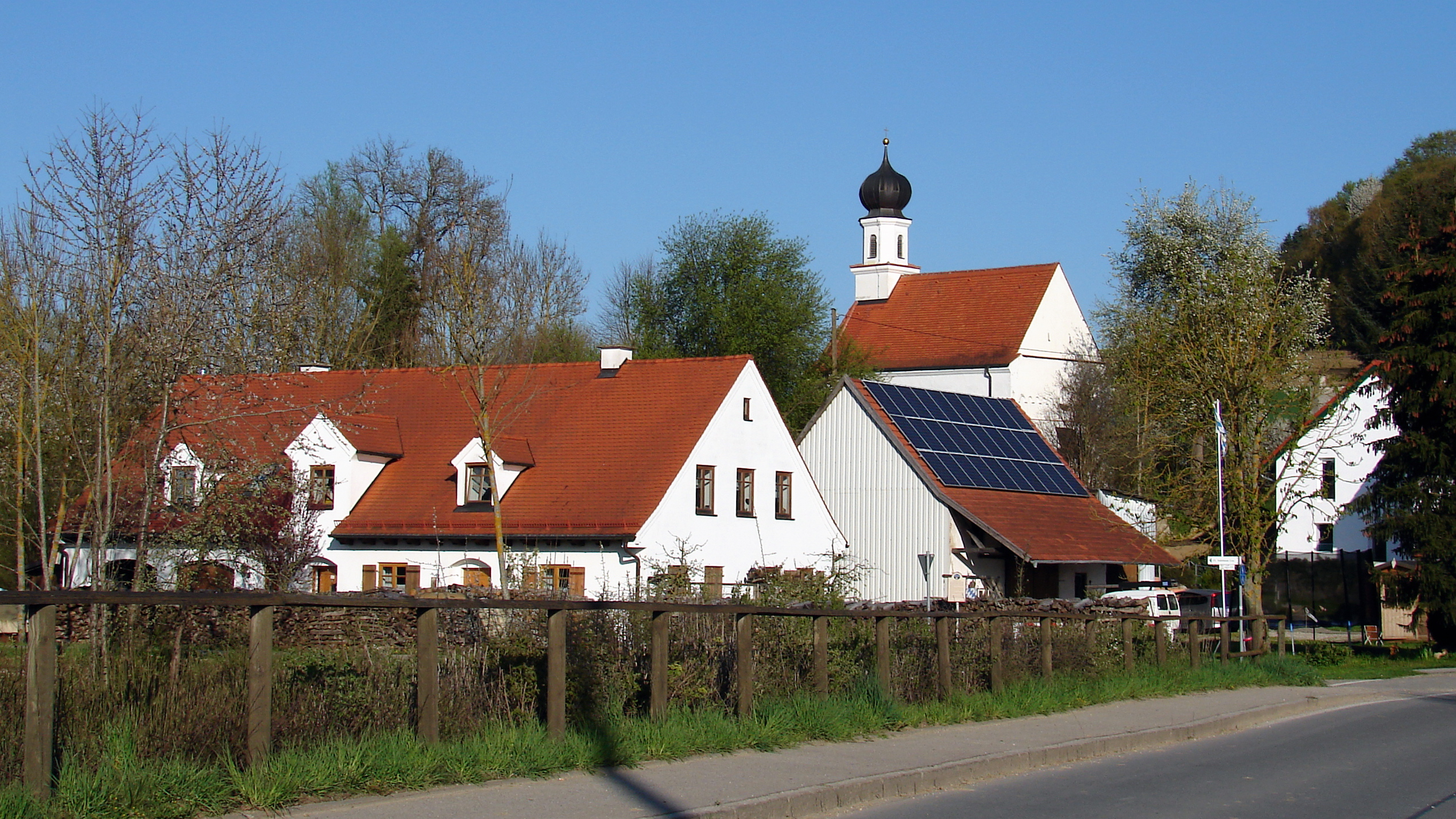
Enzelhausen mit Schimmelkapelle
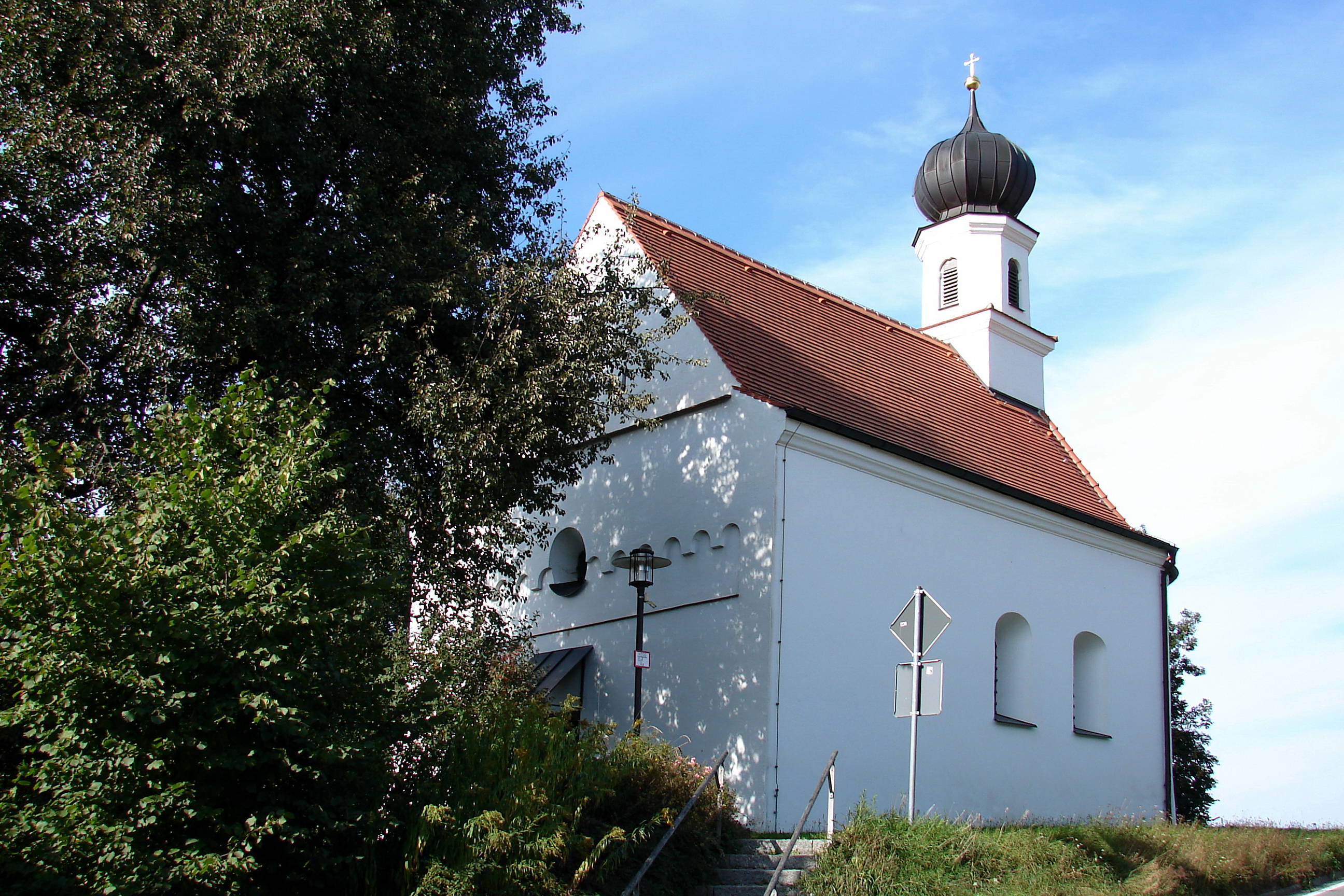
Enzelhausener Schimmelkapelle
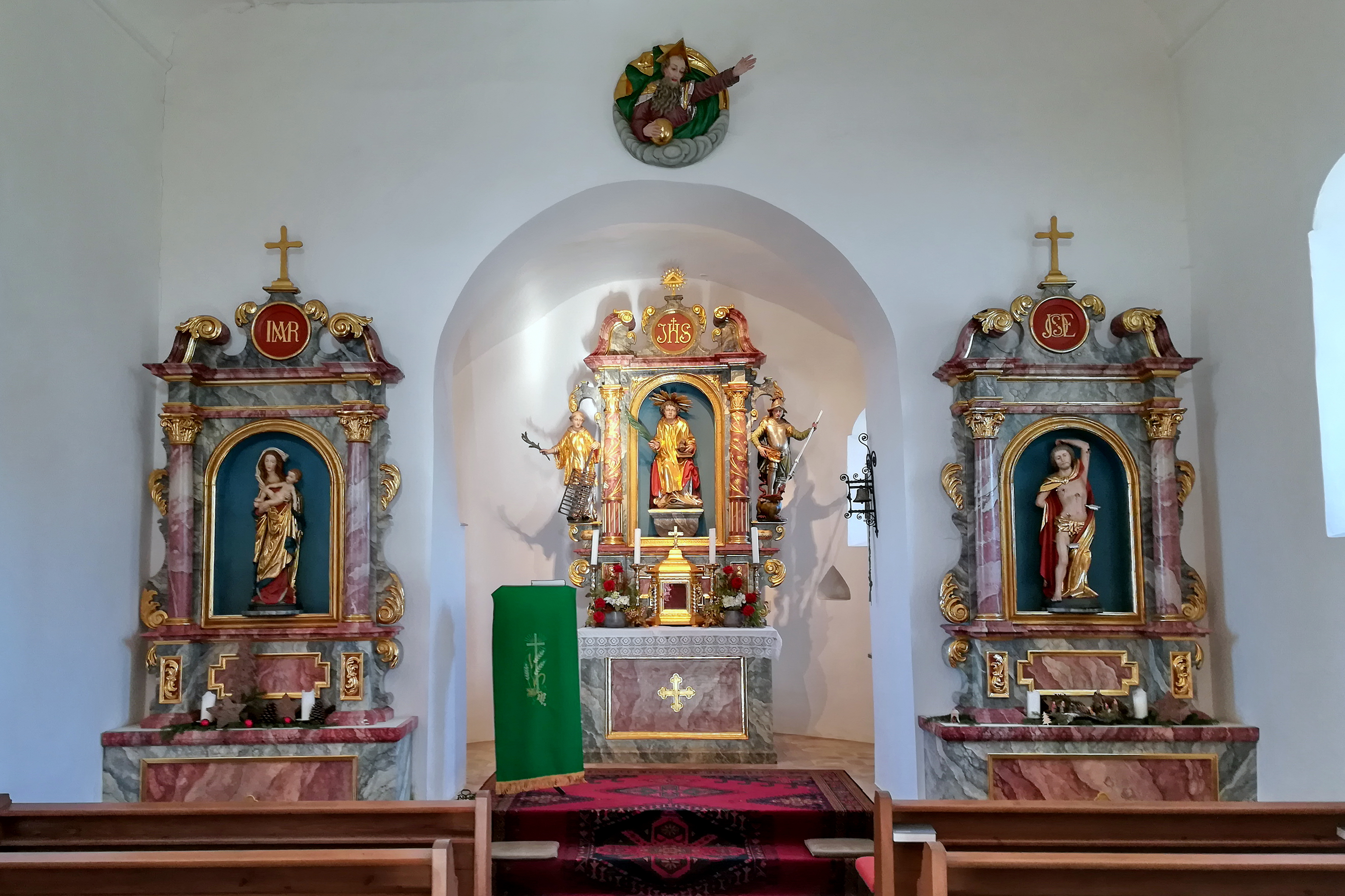
Schimmelkapelle: Innenraum
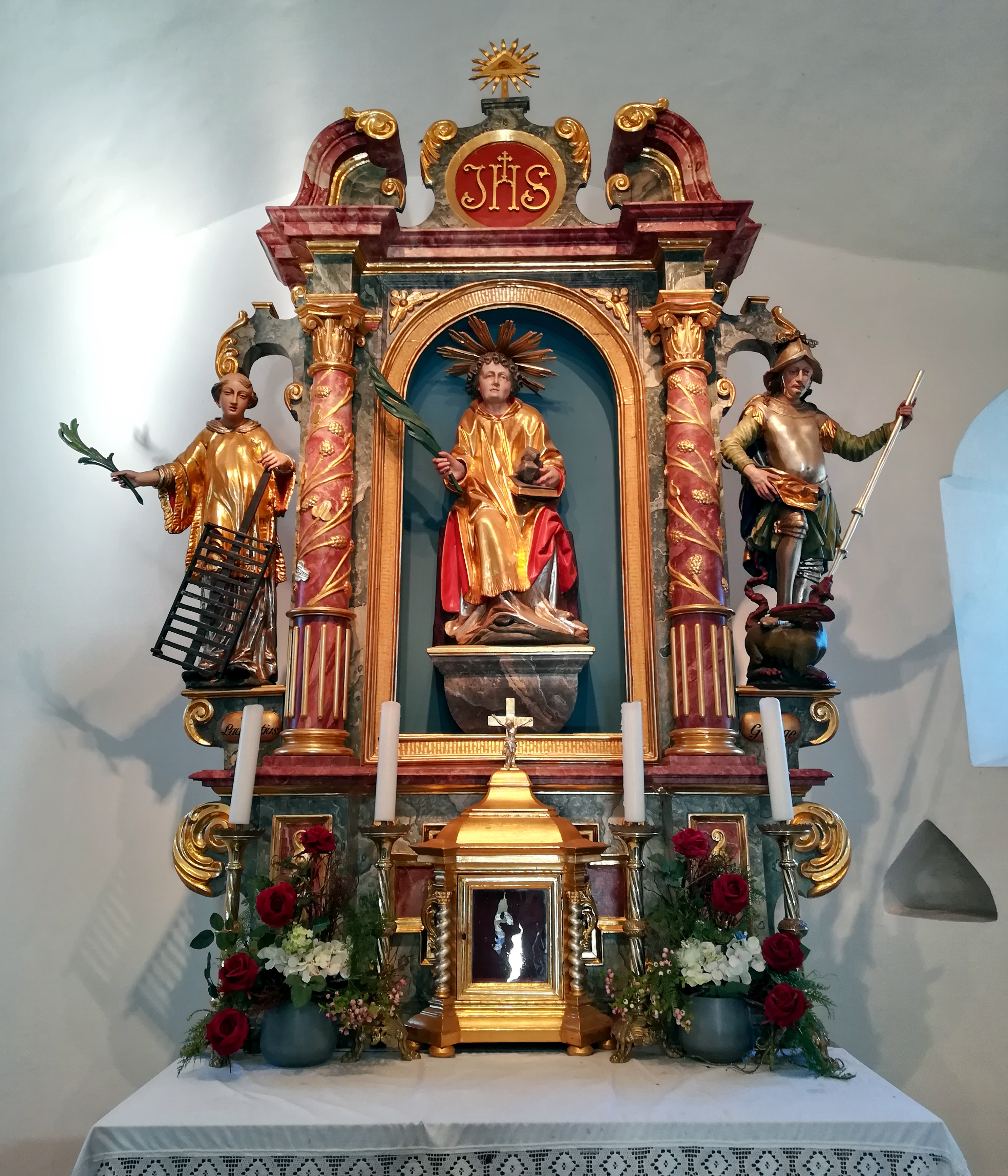
Schimmelkapelle: Hauptaltar
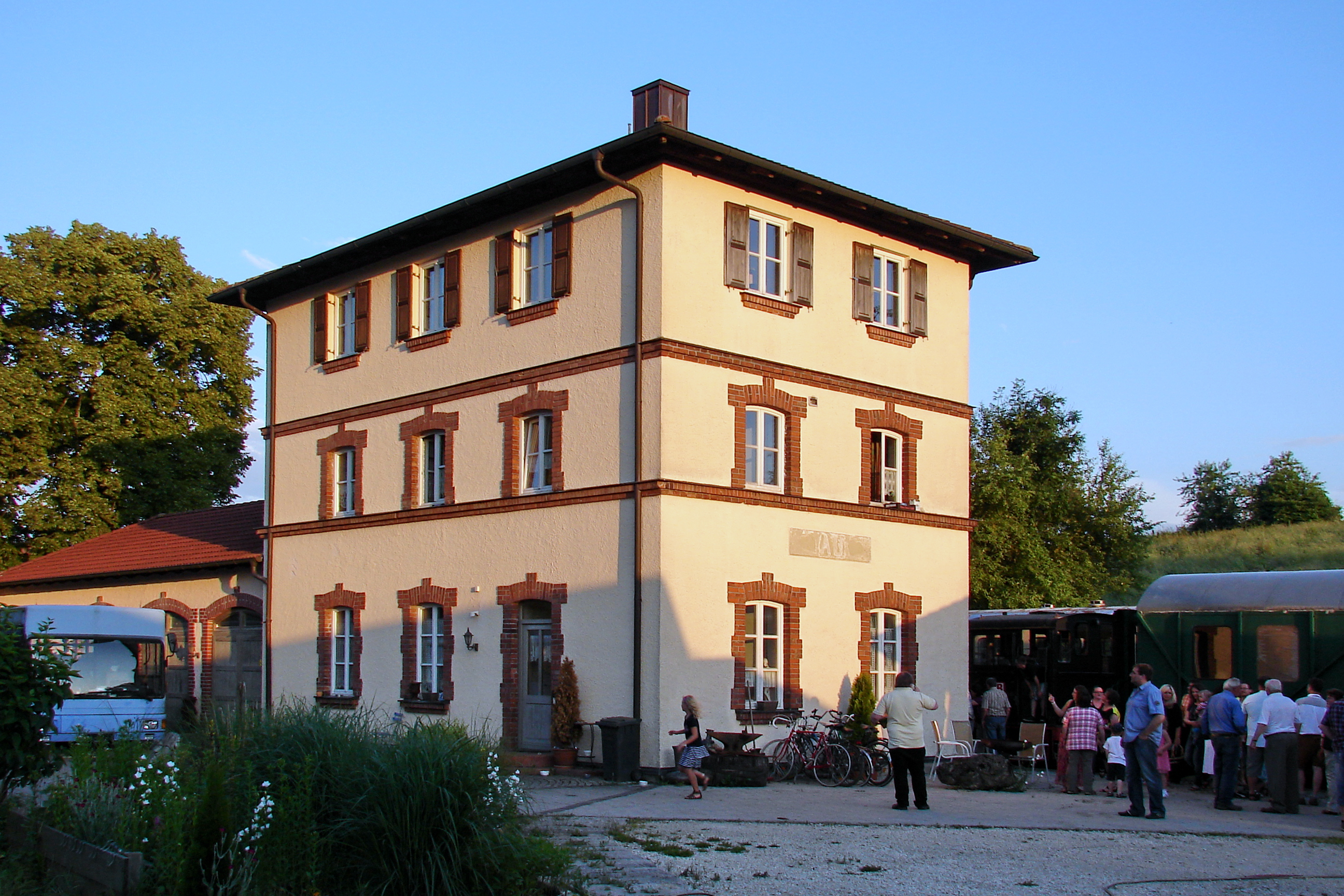
Ehemaliger Bahnhof Enzelhausen